# Портрет Ивана Михайловича Вадбольского
«Портрет Ивана Михайловича Вадбольского» — картина Джорджа Доу и его мастерской из Военной галереи Зимнего дворца.
Картина представляет собой погрудный портрет генерал-майора князя Ивана Михайловича Вадбольского из состава Военной галереи Зимнего дворца.
Во время Отечественной войны 1812 года князь Вадбольский был полковником и командовал Мариупольским гусарским полком, в Бородинском бою был ранен и затем командовал отдельных летучим отрядом, действуя на коммуникациях в тылу Великой армии и в мае следующего года был произведён в генерал-майоры. В Заграничных походах особо отличился в 1814 году в сражении при Ла-Ротьере, где снова был ранен.
Изображён в генеральском мундире, введённым для кавалерийских генералов 6 апреля 1817 года (контрэполет изображён с ошибкой — без положенного красного подбоя). Слева на груди звезда ордена Св. Анны 1-й степени; На шее крест ордена Св. Георгия 3-го класса; справа на груди серебряная медаль «В память Отечественной войны 1812 года» на Андреевской ленте. С тыльной стороны картины надпись: Vaidbolsky. Подпись на раме: И. И. Вадбольскiй, Генералъ Маiоръ. Художник не написал шейный крест ордена Св. Владимира 3-й степени, которым Вадбольский был награждён в 1812 году за отличия в Смоленском и Бородинском сражениях, и бронзовую дворянскую медаль «В память Отечественной войны 1812 года» на Владимирской ленте, с которой Вадбольский изображён на композиционно близкой к работе Доу миниатюре из собрания Государственного Русского музея (кость, акварель, 7,5 × 5,5 см (в овале), около 1818 года, инвентарный № Ж-3065).
7 августа 1820 года Комитетом Главного штаба по аттестации Вадбольский был включён в список «генералов, заслуживающих быть написанными в галерею» и 22 июля 1822 года император Александр I повелел написать его портрет. Гонорар за работу Доу был выплачен 21 июня 1827 года. Готовый портрет был принят в Эрмитаж 8 июля 1827 года. Поскольку предыдущая сдача готовых галерейных портретов произошла 18 октября 1826 года, то написание данного портрета, вероятно, следует датировать между октябрём 1826 года и июлем 1827 года.